# Gare du Mont-Dore
La gare du Mont-Dore est une gare ferroviaire française, fermée pour voyageurs, de la  ligne de Laqueuille au Mont-Dore, située sur le territoire de la commune du Mont-Dore dans le département du Puy-de-Dôme, en région Auvergne-Rhône-Alpes.
Elle est mise en service en 1899 par la Compagnie du chemin de fer de Paris à Orléans (PO). C'est une gare de la Société nationale des chemins de fer français (SNCF), desservie par des bus TER Auvergne-Rhône-Alpes.

## Situation ferroviaire
La gare en impasse du Mont-Dore est située au point kilométrique 456,623 de la ligne de Laqueuille au Mont-Dore, après la gare de La Bourboule. Son altitude est de 1 050 m.

## Histoire
La gare est mise en service le 1er juin 1899 par la Compagnie du chemin de fer de Paris à Orléans (PO) lorsqu'elle ouvre à l'exploitation sa ligne de Laqueuille au Mont-Dore.
La gare proposait jusqu'à trois départs directs vers Paris (l'été), deux via Montluçon (un de jour et un de nuit, avec couchettes, circulant également pendant la saison du ski) et un rapide diurne par Clermont-Ferrand (jusqu'en 1981, le Thermal Express puis le train Corail Le Thermal, supprimé en 2006), ainsi qu'un aller-retour quotidien (l'été) vers Bordeaux et Lyon, mais également vers Marseille (Le Cévenol). Tous ces services ont disparu au fil des ans.

## Service des voyageurs

### Accueil
La gare du Mont-Dore a définitivement fermé le 29 avril 2016,. Elle est rebaptisée « Arrêt routier de Mont-Dore ». L'ancien bâtiment voyageurs, après avoir été mis en location, accueille finalement depuis fin 2018 une société de location de skis.

### Desserte
Une rotation d'autorail a existé jusqu'en novembre 2015. La relation ferroviaire entre Clermont-Ferrand et le Mont-Dore, assurée en X 73500, a été suspendue en raison d'un incident ayant affecté cette série d'autorails (non-détection de circuits de voie), qui doivent désormais rouler en unité multiple. Compte tenu de la très faible fréquentation (dix voyageurs réguliers entre Laqueuille et le Mont-Dore), la SNCF a préféré remplacer les trains TER par un service d'autocars ; les X 73500 sont redéployés sur d'autres lignes.

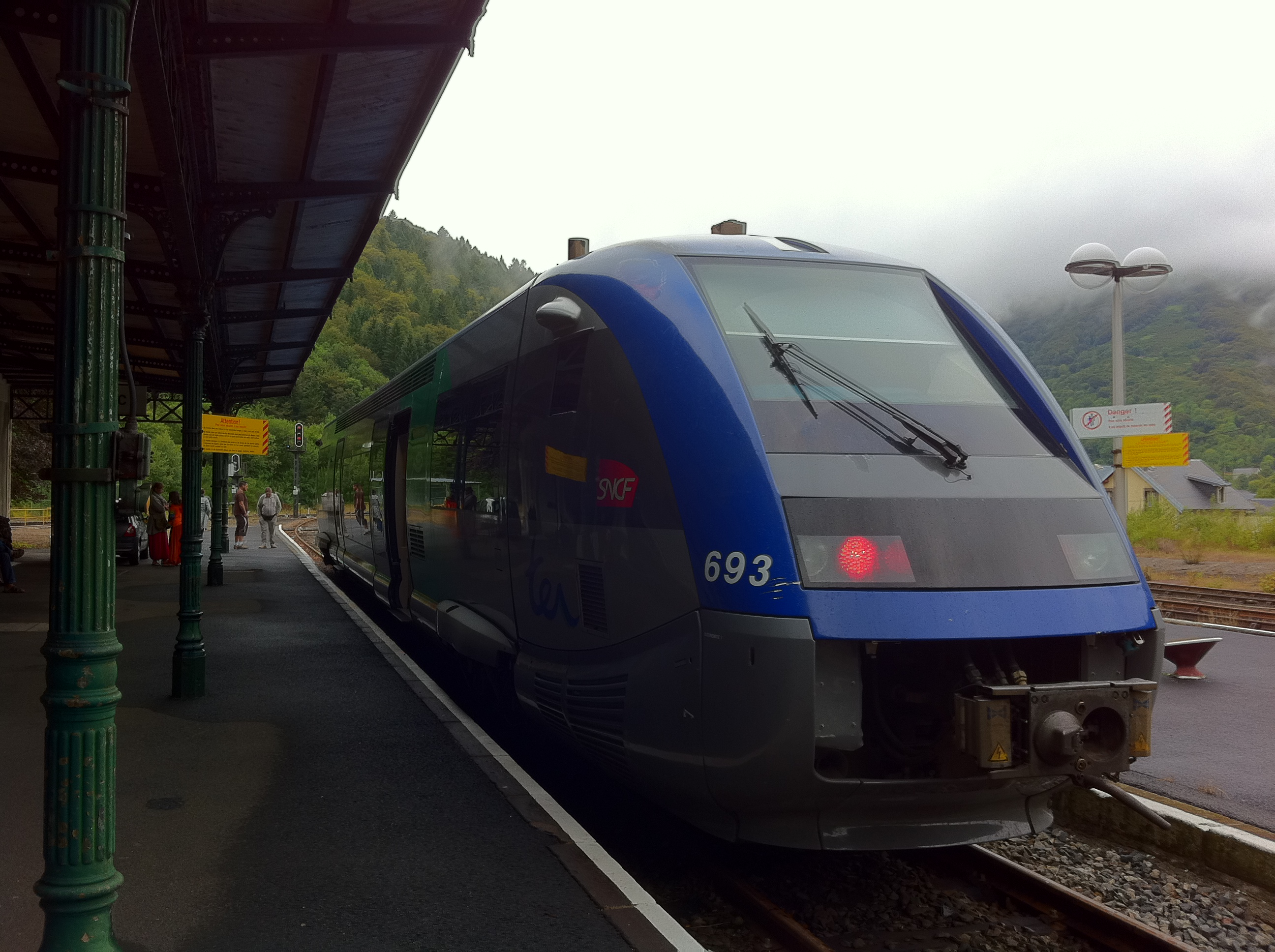
Un autorail ATER X 73500 TER Auvergne, en août 2011.
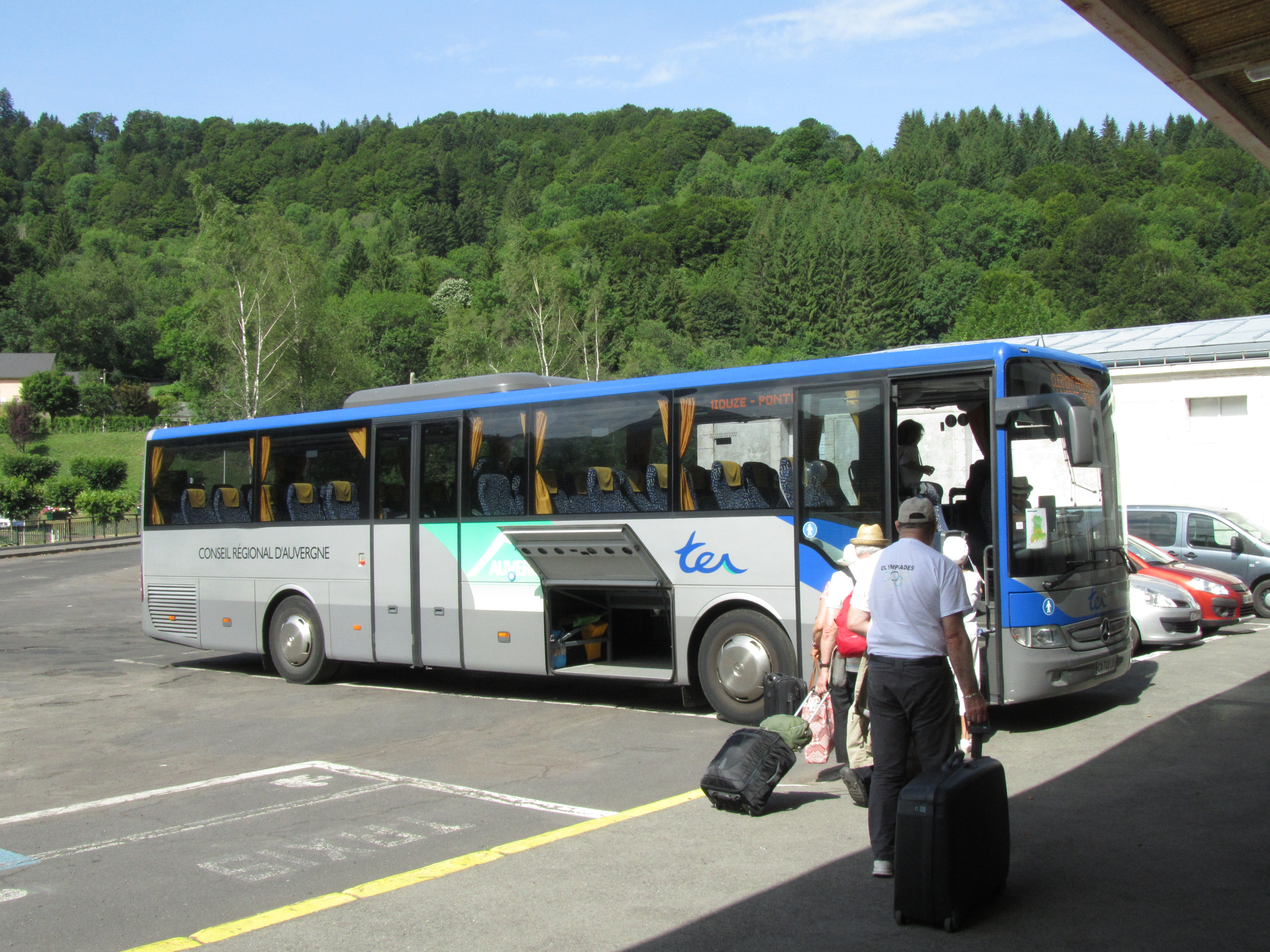
Autocar TER Auvergne, au départ de la gare.

### Intermodalité
Un parking pour les véhicules y est aménagé devant la gare. La gare est desservie par la ligne P46 des Cars Région.

## Service des marchandises
La gare de Mont-Dore est ouverte au service du fret (service limité à la desserte d'installations terminales embranchées).

## Galerie de photographies

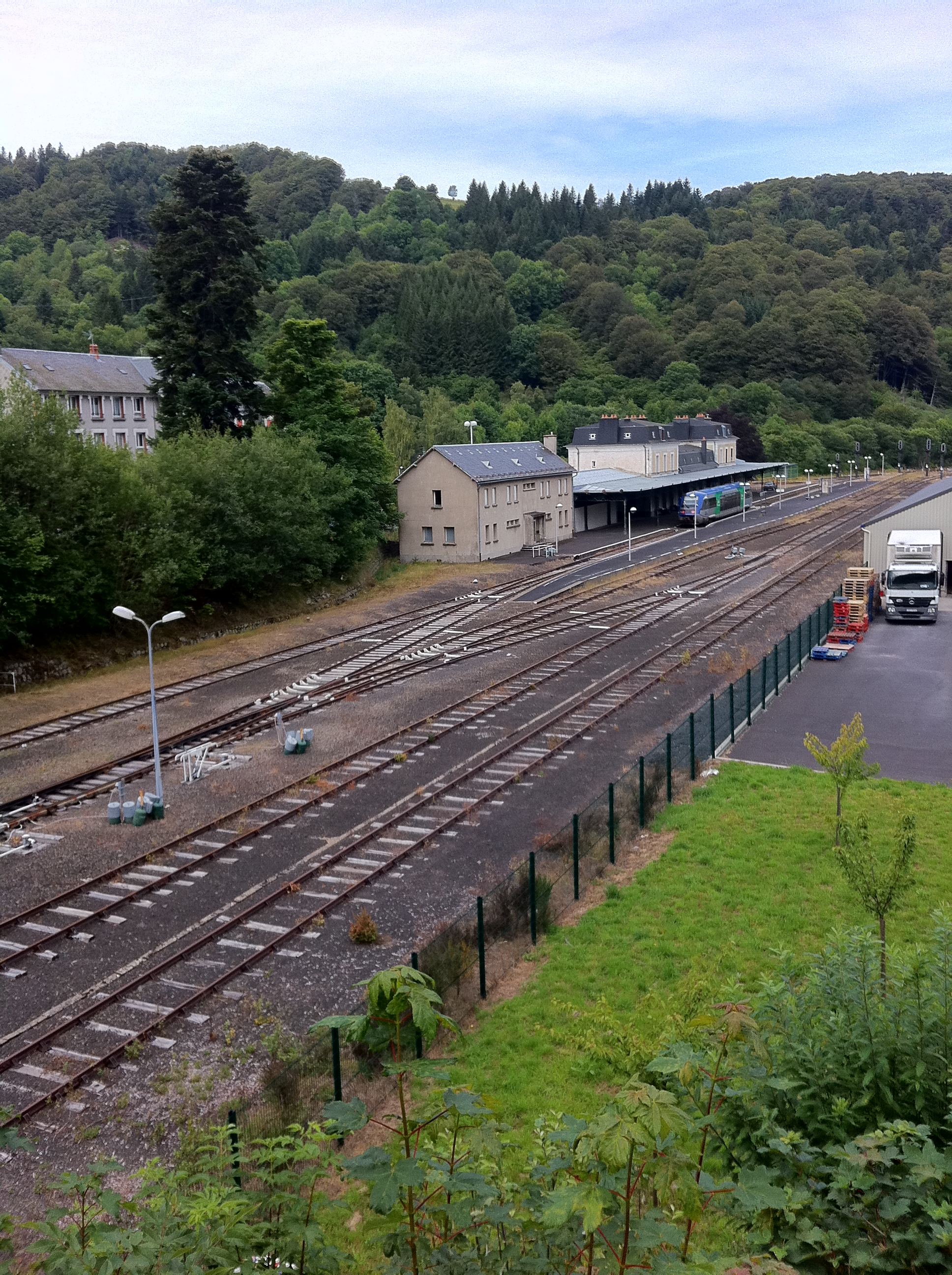
Le faisceau de la gare avant sa fermeture.
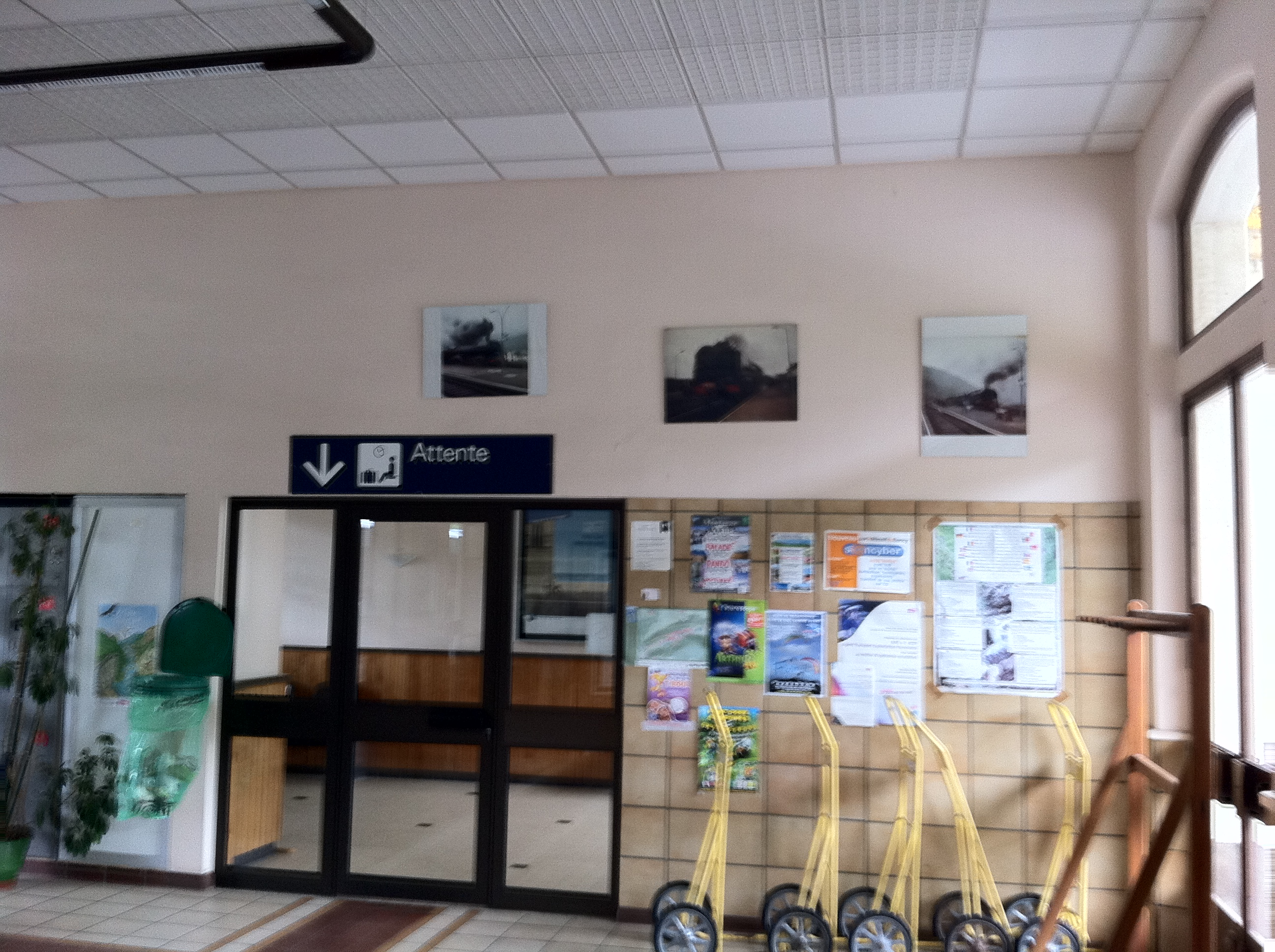
L'accès à la salle d'attente, en 2011.
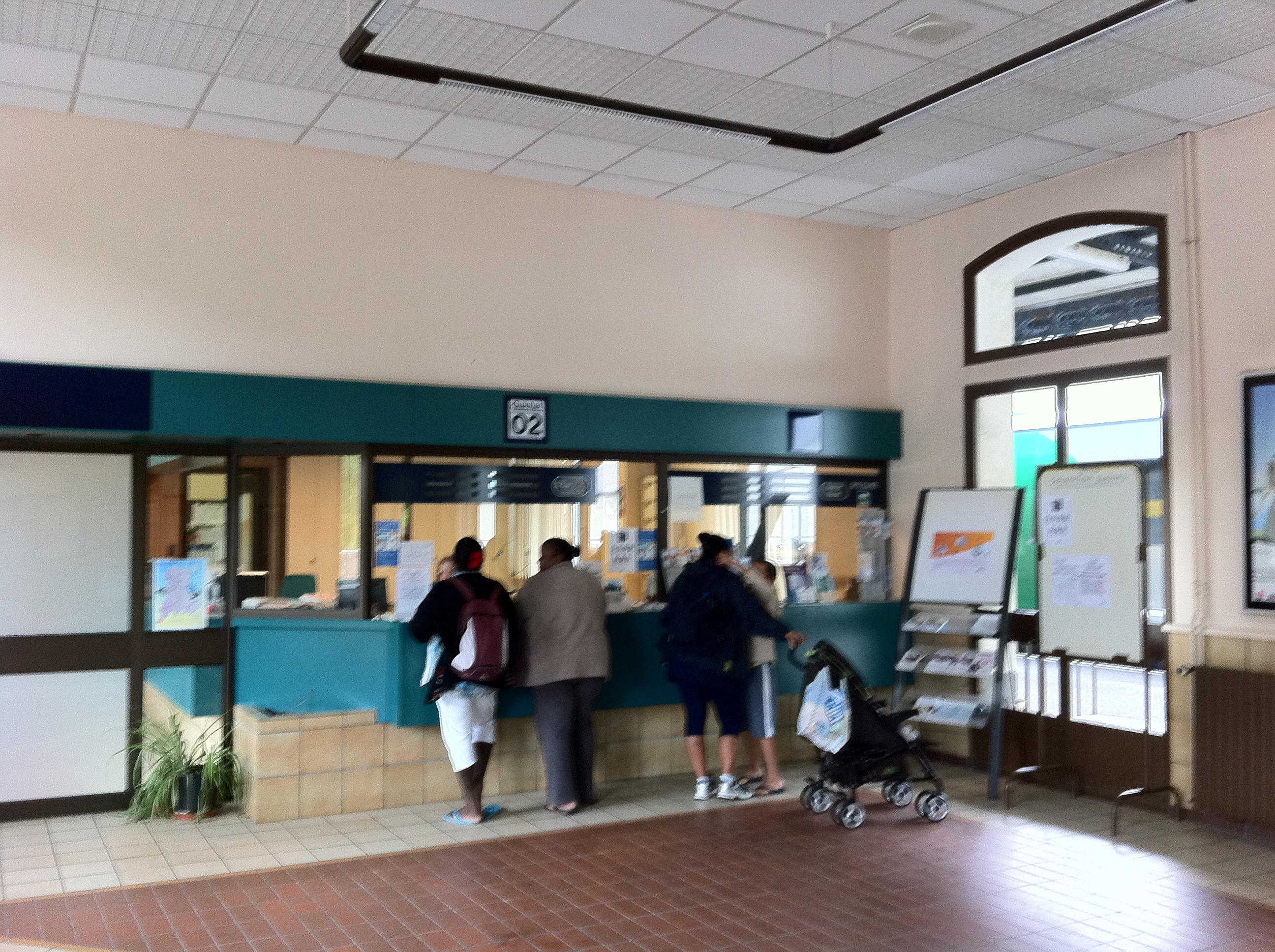
Les guichets, en 2011.
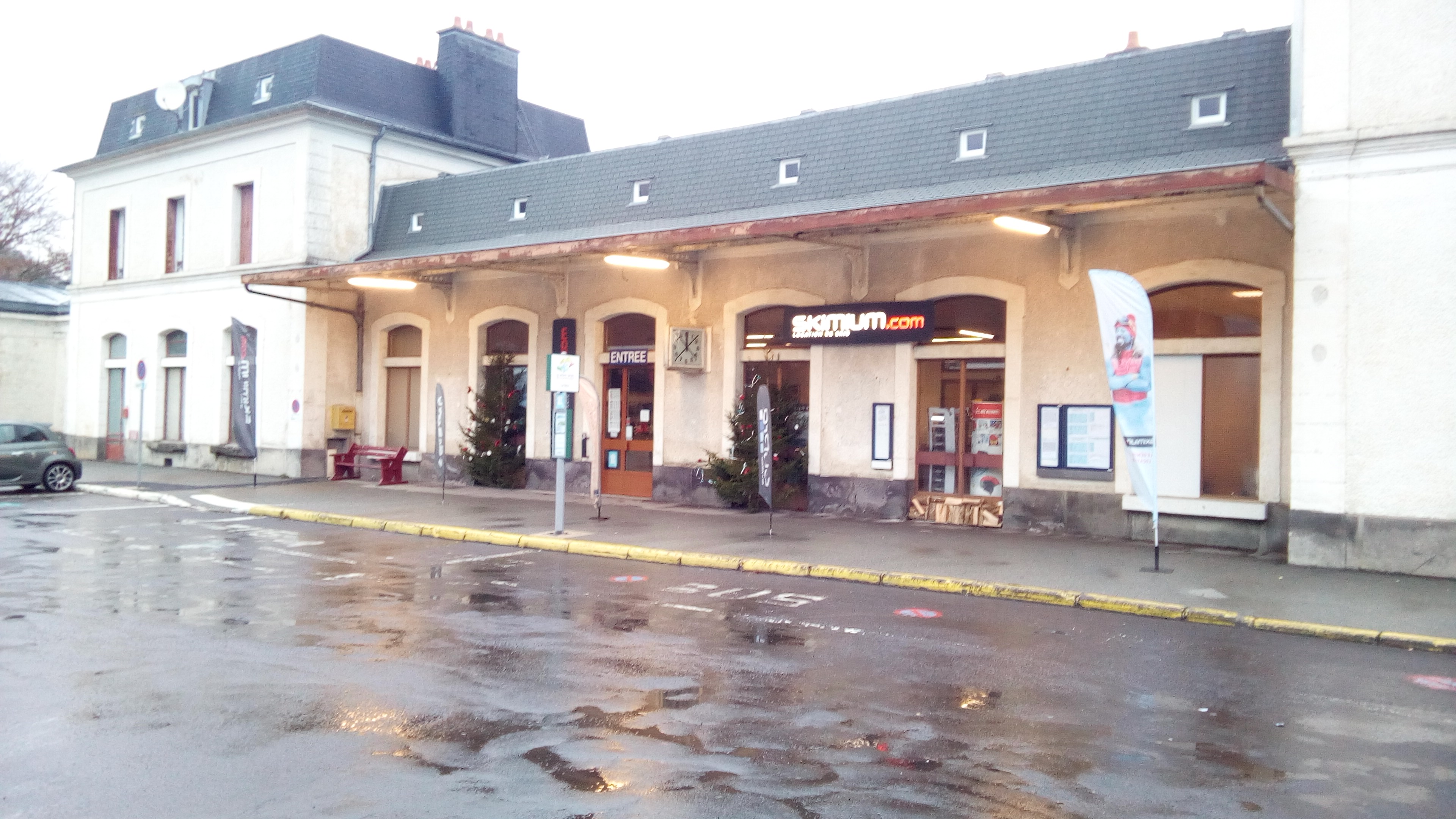
Le bâtiment voyageurs, désormais loué à un commerce de locations de skis.
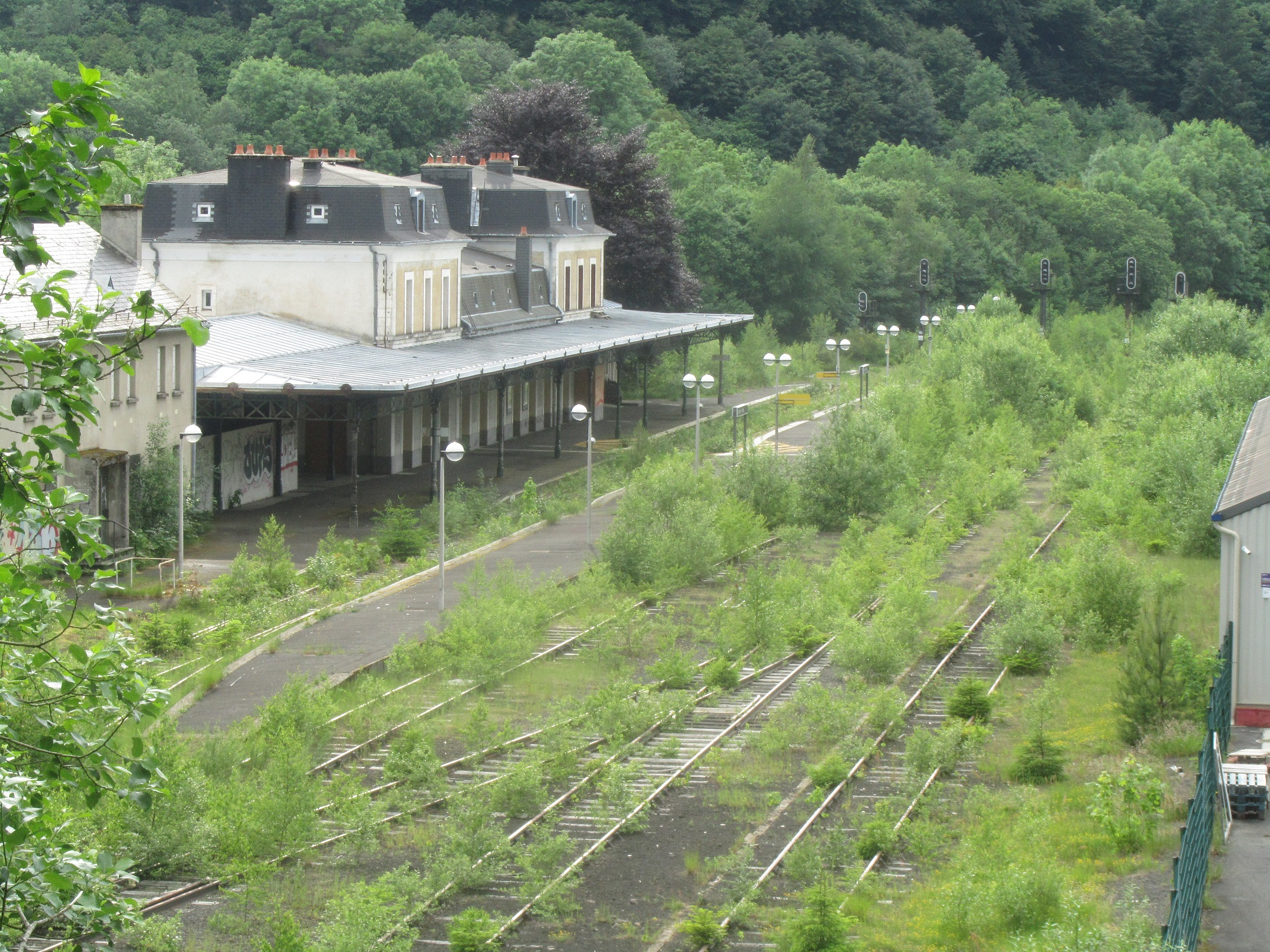
Gare du Mont Dore désaffectée en 2022.